# Jozef Michálek
Jozef Michálek (* 16. září 1961) je bývalý slovenský fotbalista, brankář.

## Fotbalová kariéra
V nejvyšší soutěži chytal za Duklu Banská Bystrica, ZVL Žilina a Spartu Praha, se kterou získal v sezóně 1988/89 mistrovský titul. V Poháru mistrů evropských zemí nastoupil za Spartu na podzim 1988 v Bukurešti proti Steauě, zápas skončil nerozhodně 2:2. Ve druhé nejvyšší soutěži hrál za Duklu Banská Bystrica a JZD Slušovice.

## Ligová bilance
| Ročník                                      | Zápasy | Góly | Minuty | Nuly | Klub                  |
| ------------------------------------------- | ------ | ---- | ------ | ---- | --------------------- |
| 1. československá fotbalová liga 1981/82    | 17     | 0    | -      | -    | Dukla Banská Bystrica |
| 1. slovenská národní fotbalová liga 1982/83 | 8      | 0    | -      | -    | Dukla Banská Bystrica |
| 1. československá fotbalová liga 1983/84    | 9      | 0    | -      | -    | ZVL Žilina            |
| 1. československá fotbalová liga 1984/85    | 24     | 0    | -      | 8    | ZVL Žilina            |
| 1. československá fotbalová liga 1985/86    | 23     | 0    | -      | 4    | ZVL Žilina            |
| Česká národní fotbalová liga 1986/87        | 13     | 0    | -      | -    | JZD Slušovice         |
| Česká národní fotbalová liga 1987/88        | 20     | 0    | -      | -    | JZD Slušovice         |
| 1. československá fotbalová liga 1988/89    | 1      | 0    | 90     | 1    | Sparta ČKD Praha      |
| CELKEM 1. LIGA                              | 74     | 0    | -      | -    |                       |